# Вирский, Павел Павлович

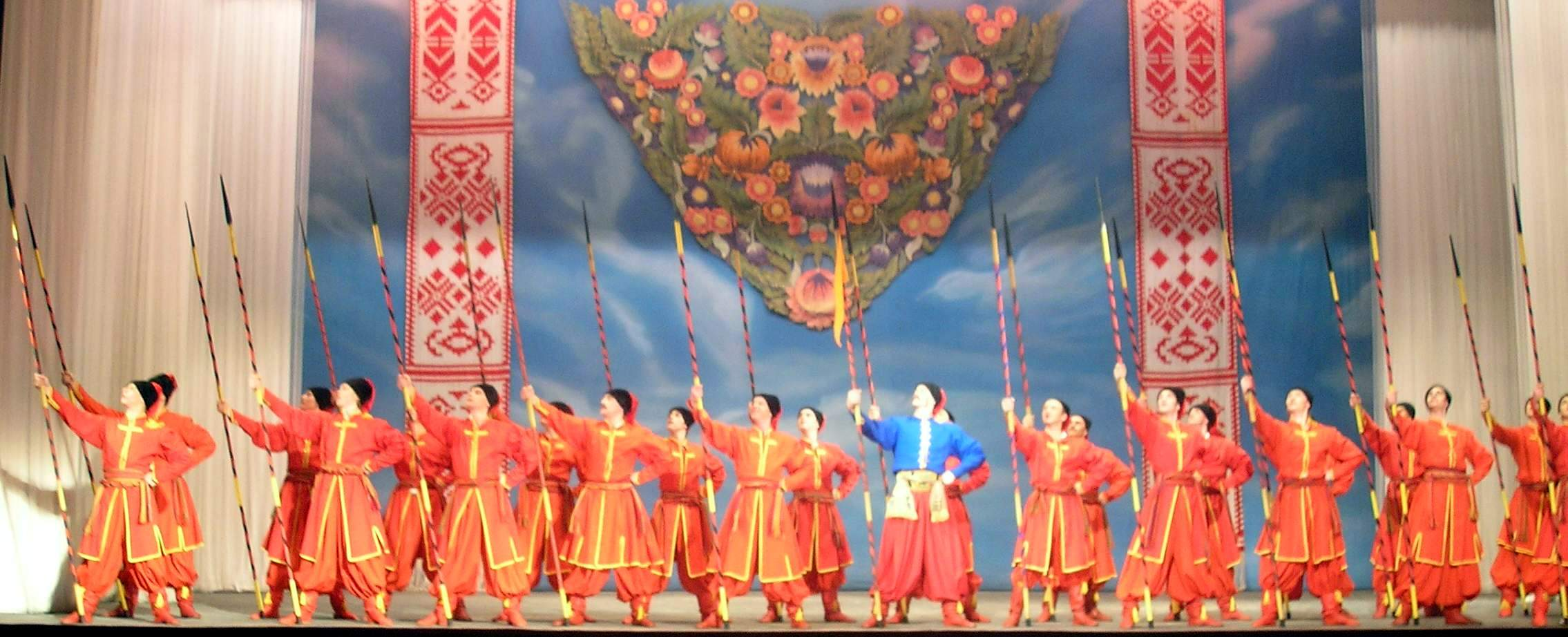
Композиция «Запорожцы»

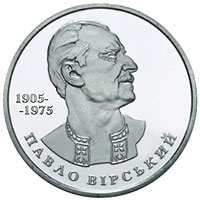
Пямятная монета Банка Украины

Па́вел Па́влович Ви́рский (укр. Павло Павлович Вірський; 12 [25] февраля 1905, Одесса, Херсонская губерния — 5 июля 1975, Киев) — советский, украинский артист балета, балетмейстер, хореограф, педагог. Народный артист СССР (1960). Лауреат Государственной премии СССР (1970) и Сталинской премии первой степени (1950).

## Биография
Родился 12 (25) февраля 1905 в Одессе (ныне в Украине), в дворянской семье инженера Павла Павловича и Олимпиады Алексеевны Вирских. Воспитывался с младшим братом Алексеем.
В 1923 году окончил Ришельевскую гимназию в Одессе.
В 1923—1927 годах учился в Одесском музыкально-театральном техникуме (ныне Одесское училище искусств и культуры им. К. Ф. Данькевича) (педагог В. И. Пресняков), в 1927—1928 годах — в Государственной балетной школе при Большом театре (с 1937 — Московское хореографическое училище, ныне — Московская академия хореографии) (педагог Асаф Мессерер) .
В 1923—1931 годах — артист балета, балетмейстер, в 1932—1933 годах — балетмейстер Одесского театра оперы и балета. В 1933—1937 годах — художественный руководитель Харьковского, Днепропетровского, Киевского театров оперы и балета.
В 1937 году совместно с Н. А. Болотовым организовал Ансамбль народного танца Украинской ССР. В 1937—1940 годах — балетмейстер ансамбля.
С 1940 по 1943 год — балетмейстер Ансамбля песни и пляски Киевского военного округа, с 1943 по 1955 год — Ансамбля песни и пляски Советской армии им. А. Александрова.
С 1955 года — художественный руководитель Государственного ансамбля танца Украинской ССР (ныне Ансамбль танца Украины имени Павла Вирского).
Опираясь на народные традиции, создал яркие хореографические композиции: «Запорожцы», «На кукурузном поле», «Куклы», «Рукодельницы», «Гопак», «Ползунец», «Мы из Украины», «Моряки», «Сёстры», «Чумацкие радости», «Ой, под вишней», «Подоляночка», «О чём ива плачет», «Мы помним!», «Бухенвальд», «Хмель», «Флотилия „Советская Украина“», «Шевчики» и др.
Гастролировал с ансамблем по городам СССР и за рубежом: Германия, КНР и Вьетнам (1956), Польша (1955), Англия (1958), Франция и Австрия (1959), Испания (1969), США (1972) и др.
Преподавал в Киевском хореографическом училище.
Член ВКП(б) с 1946 года.
Умер в Киеве 5 июля 1975 года. Похоронен на Байковом кладбище.

### Семья
- Брат — Алексей, был репрессирован, пропал без вести.
- Первая жена — Ольга Максимовна Вирская, танцовщица[6].
  - Дочь — Ольга Павловна Вирская, музыкант, музыкальный педагог, преподаватель Киевского института музыки имени Р. М. Глиэра.
- Вторая жена — Валерия Семёновна Вирская (Котляр) (1930—2016), артистка балета, балетмейстер. Народная артистка Украинской ССР (1964).

## Звания и награды
- Заслуженный артист Украинской ССР (1942)
- Заслуженный деятель искусств РСФСР (1949)
- Народный артист Украинской ССР (1957)
- Народный артист СССР (1960)
- Сталинская премия первой степени (1950) — за концертно-исполнительскую деятельность в качестве главного балетмейстера КАППСА им. А. В. Александрова
- Государственная премии Украинской ССР им. Т. Г. Шевченко (1965) — за концертную программу 1964 года
- Государственная премия СССР (1970) — за концертные программы (1966—1969) в ГЗАТ Украинской ССР
- Два ордена Трудового Красного Знамени (1949, в связи с 20-летием Ансамбля; 1965)
- Орден Красной Звезды (1942)
- Орден Дружбы народов (1975)
- Медали[7].

## Постановки балетов в театрах
- 1928 — «Красный цветок» Р. М. Глиэра (Одесский театр оперы и балета, совм. с Н. А. Болотовым)
- 1929 — «Эсмеральда» Ц. Пуни (Одесский театр оперы и балета)
- 1932 — «Карманьола» В. А. Фемелиди («Московский художественный балет» под руководством В. В. Кригер, совм. с Н. А. Болотовым)
- 1933 — «Эсмеральда» Ц. Пуни (Харьковский театр оперы и балета им. Н. Лысенко)
- 1934 — «Раймонда» А. К. Глазунова (Харьковский театр оперы и балета им. Н. Лысенко)
- 1936 — «Мещанин из Тосканы» В. Н. Нахабина (Днепропетровский театр оперы и балета, Киевский театр оперы и балета им. Т. Шевченко)
- 1960 — «Чёрное золото» В. Б. Гомоляки (Киевский театр оперы и балета им. Т. Шевченко)
- «Лебединое озеро» П. И. Чайковского
- «Корсар» А. Адана

## Память
- С 1977 года Государственный ансамбль народного танца Украинской ССР носит имя П. Вирского
- В 1983 году в Киеве установлена мемориальная доска на доме № 10 по ул. Постышева, где в 1969—1975 годах жил балетмейстер (доска — бронза, барельефный портрет; скульптор Н. Д. Марченко, архитект. Т. Г. Довженко).
- В Одессе:
  - на доме, где жил П. Вирский (по адресу: ул. Новосельского, д. 78), также установлена мемориальная доска (скульптор Н. Худолей);
  - 2 сентября 2020 года в Одессе на аллее звёзд был открыт памятный знак в честь хореографа.
- Распоряжением главы Харьковской областной государственной администрации от 26.07.2000 года № 713 «Об установлении именных стипендий облгосадминистрации в области культуры и искусства» установлена именная стипендия имени П. П. Вирского в области хореографического искусства, которая присуждается выдающимся деятелям культуры и искусства, одарённой творческой молодёжи с целью стимулирования их творческого труда и засвидетельствования выдающихся личных достижений[8].
- В 2005 году Национальный банк Украины в серии «Выдающиеся личности Украины» в оборот выпустил нейзильберовую 2-гривневую памятную монету в количестве 20 000 штук, посвящённую 100-летию со дня рождения хореографа.
- В 2005 году Почта Украины выпустила почтовую марку номиналом 45 копеек, посвящённую 100-летию со дня рождения П. Вирского.
- Постановлением Верховной Рады Украины № 184-VIII от 11 февраля 2015 года 110 лет со дня рождения балетмейстера отмечалось на государственном уровне.